# Ĉ
Ĉ (gemenform: ĉ) är den latinska bokstaven C med en cirkumflex accent över. Ĉ används i esperanto där den representerar konsonantljudet [t͡ʃ]. Eftersom ĉ inte stöds av alla tangenbord kan man också skriva cx eller ch.

## Liknande bokstäver
- Č
- Ç
- Ч